# Liste der Ramsar-Gebiete in Jamaika
Die Ramsar-Gebiete in Jamaika bestehen aus vier Feuchtgebieten mit einer Gesamtfläche von 45.860 ha, die unter der Ramsar-Konvention registriert sind (Stand April 2022). Das nach dem Ort des Vertragsschlusses, der iranischen Stadt Ramsar benannte Abkommen ist eines der ältesten internationalen Vertragswerke zum Umweltschutz. In Jamaika trat die Ramsar-Konvention am 7. Februar 1998 in Kraft.
Die Ramsar-Gebiete in Jamaika stellen Feuchtgebiete aus verschiedenen Ökosystemen dar und bestehen zum Beispiel aus  Mangrovensümpfen, Sandstränden und Sandbänken, Marschland, Flüssen, Bächen, Seegraswiesen, Korallenriffen, Süßwasser- und Brackwasserlagunen, Wattflächen, Teichen und Tümpeln, Inseln und Küstenlinien.
Im Folgenden sind alle Ramsar-Gebiete in Jamaika alphabetisch aufgelistet.
| Nr. | Name des Gebiets                 | Bild | Ramsar-Gebietsnr. | Ausweisungs- datum | Fläche (ha) | Höhe (m) | Management- plan | Region                                      | Lage                     |
| --- | -------------------------------- | ---- | ----------------- | ------------------ | ----------- | -------- | ---------------- | ------------------------------------------- | ------------------------ |
| 1   | Black River Lower Morass         |      | 919               | 7. Okt. 1997       | 13713       |          | Ja               | Black River                                 | 18,03611° N, 77,80556° W |
| 2   | Mason River Protected Area       |      | 1990              | 12. Juni 2011      | 82          |          | Ja               | Clarendon Parish und Saint Ann Parish       | 18,19389° N, 77,26278° W |
| 3   | Palisadoes–Port Royal            |      | 1454              | 22. Apr. 2005      | 7523        |          | Ja               | Kingston Parish                             | 17,91904° N, 76,81941° W |
| 4   | Portland Bight Wetlands and Cays |      | 1597              | 2. Feb. 2006       | 24542       |          | Ja               | Saint Catherine Parish und Clarendon Parish | 17,81667° N, 77,06667° W |